# 高橋佑規
髙橋 佑規（たかはし ゆうき、1988年 - ）は、チュニジアで活動する日本人の芸能人。愛称は、「Yuki」。

## 経歴
1988年、山形県生まれ。明治大学文学部卒業、同大学政治経済学研究科博士前期課程修了。
大学卒業後、フランス語とアラビア語を学ぶためチュニジアに留学。語学学校及び大学院に通う傍ら、現地人とルームシェアリングを行いアラビア語、フランス語を習得した。2017年にチュニジアの大学院を修了した。
大学院修了後、現在の妻との関係を維持するためにチュニジアに残り、就職活動を行った。就職活動中の2017年8月、テレビ局に勤める友人から誘いを受け、バラエティ番組に出場し、日本とチュニジアの生活文化の違いを紹介するコントを披露した。髙橋のコントはチュニジア国中で評判となり、テレビ・ラジオを問わず多数の番組に出演した。
2018年には、2018 FIFAワールドカップにおいてサッカーチュニジア代表の応援を行った。YouTubeにアップロードされたチュニジア代表の応援歌を歌う髙橋の動画は20万回再生された。同年、髙橋はテレビ東京の世界ナゼそこに?日本人 〜知られざる波瀾万丈伝〜で紹介された。
2019年現在、髙橋は在チュニジア日本国大使館草の根・人間の安全保障無償資金協力外部委嘱員を務めている。

## 業績
髙橋は、チュニジア人が持つ、真面目で勤勉という日本人に対する漠然としたイメージを変化させた。
チュニジアでは、アジア人の象徴的呼称がジャッキー・チェンからYukiに変化した。